# Bitwa morska pod Kerczem
Bitwa morska pod Kerczem – podwójne starcie zbrojne, które miało miejsce 1 i 20 lipca 1774, podczas V wojny rosyjsko-tureckiej (1768–1774). Data bitwy często mylnie podawana według kalendarza juliańskiego jako 20 czerwca i 9 lipca.
Podwójna bitwa stoczona została na południe od Kerczu, między flotą rosyjską a turecką.
Dnia 1 lipca flota turecka, złożona z 40 okrętów (5 liniowców, 9 fregat oraz 26 galer i szebek), zaskoczyła flotę rosyjską, dowodzoną przez wiceadmirała Aleksego Sieniawina. Formacja, złożona z 3 fregat, 4 16-działowych okrętów, 2 keczy i 3 małych statków, próbowała odciąć im odwrót. Rosjanie zakotwiczyli tuż za Cieśniną Kerczeńską i następnego dnia pożeglowali w kierunku Kerczu.
Dnia 20 lipca Turcy, mając 31 okrętów (6 liniowców, 7 fregat, 1 kecz oraz 17 galer i szebek), dążyli do zniszczenia rosyjskich statków, aby uniemożliwić jednostkom lądowym przeprawienie się przez Cieśninę Kerczeńską. Atak przypuszczony na siły rosyjskie nie powiódł się i zakończył odwrotem, gdyż działa ich keczy miały większy zasięg, co dawało im ogromną przewagę.